# Milo B. Butler
Sir Milo Boughton Butler GCMG GCVO (* 11. August 1906 in Nassau; † 22. Januar 1979) war ein Politiker der Bahamas, der zuletzt von 1973 bis zu seinem Tod zweiter Generalgouverneur der Bahamas war.

## Leben
Butler absolvierte seine Schulausbildung an der George Washington School in Florida, an der Public School in Rum Cay sowie zuletzt an der Boys’ Central School in Nassau. Im Anschluss war er als Kaufmann in New Providence tätig und zuletzt Präsident des Familienunternehmens Milo B. Butler and Sons Limited. Am 14. Oktober 1928 heiratete er die aus Long Island stammende Caroline Loretta Watson und hatte mit dieser sieben Söhne und drei Töchter.
Seine politische Laufbahn begann er 1936, als er im Wahlkreis New Providence-Western District erstmals für ein Mandat als Abgeordneter im House of Assembly kandidierte, allerdings gegen Harry Oakes unterlag. Im folgenden Jahr wurde er allerdings bei einer Nachwahl in diesem Wahlkreis zum Abgeordneten in das House of Assembly gewählt und gehörte diesem bis 1947 an.
1956 wurde er abermals zum Abgeordneten in das House of Assembly gewählt und vertrat wieder bis 1966 den Wahlkreis New Providence-Western District. Bekannt wurde er dabei insbesondere dadurch, dass er 1956 bei einer Rede die Sanduhr des Parlamentssprechers aus einem Fenster des Parlamentsgebäudes warf, um damit gegen die von der Regierung eingeführte Beschränkung der Redezeit auf zwölf Minuten zu protestieren.
Zuletzt gehörte er von 1967 bis 1973 dem House of Assembly erneut als Abgeordneter an und war nunmehr Vertreter des Wahlkreises Bain Town. Als die Progressive Liberal Party (PLP) 1967 gewann und über die absolute Mehrheit im Versammlungshaus verfügte, wurde Butler Mitglied im neuen Kabinett von Premierminister Lynden O. Pindling. Zunächst wurde er 1967 Minister für Gesundheit und Wohlfahrt und dann 1968 Minister für Arbeit, Landwirtschaft und Fischerei, ehe er nach einer erneuten Kabinettsumbildung 1970 das Ministeramt für Landwirtschaft und Fischerei behielt. Zuletzt wurde er 1972 zum Minister ohne Geschäftsbereich ernannt.
Im Juni 1972 wurde Butler durch einen Sonderbeschluss des House of Assembly mit dem Titel eines Nationalhelden geehrt.
Nach der Souveränität der Bahamas wurde er am 1. August 1973 als Nachfolger von John Warburton Paul zweiter Generalgouverneur der Bahamas. Daraufhin wurde er als Knight Grand Cross des Order of St. Michael and St. George (GCMG) geadelt und führte fortan den Namenszusatz „Sir“. Während eines Staatsbesuchs im Februar 1975 schlug ihn Königin Elisabeth II. auch zum Knight Grand Cross des Royal Victorian Order.
Neben seiner politischen Karriere engagierte sich Butler in der anglikanischen Gemeinschaft der Church in the Province of the West Indies und war von 1952 bis 1979 Mitglied des Gemeindevorstands der St. Matthew’s Anglican Church sowie von 1974 bis 1979 als Mitglied der Synode der anglikanischen Gemeinschaft.
Nach seinem Tod nach langer schwerer Krankheit folgte ihm am 22. Januar 1979 Gerald Christopher Cash als Generalgouverneur. Butler wurde dadurch geehrt, dass er auf der 20-$-Banknote des Bahama-Dollar abgebildet ist.